# Matt Le Tissier
Matthew Paul Le Tissier (Saint Peter Port, 1968. október 14. –) guernsey-i születésű angol válogatott labdarúgó.
Le Tissier egész pályafutását a Southampton csapatánál töltötte, mielőtt 2002-ben amatőr csapatokban kezdett játszani. Hűségét nagyon értékelték a Southampton rajongói, a Le God (Az Isten) becenevet kapta tőlük.
Kreatív támadó középpályás volt, kiemelkedő technikai képességekkel, a Southampton történetének második legsikeresebb gólszerzője Mick Channon mögött és 1990-ben megkapta a PFA Év fiatal játékosa díját. Az első középpályás volt, aki átlépte a 100 gólt a Premier League-ben és kiemelkedő büntetőrúgó volt (48 próbálkozásából 47-et értékesített), minden idők egyik legjobbjának tekintik a büntetőpontról.
Visszavonulását követően szakértőként kezdett el dolgozni, 2020-ig a Sky Sports alkalmazottja volt. 2011-ben a Guernsey FC tiszteletbeli elnöke lett. Nézeteit a Covid19-pandémiával és Ukrajna orosz inváziójával kapcsolatban kritizálták.

## Pályafutása

### Klubcsapatokban

#### Southampton
A Southampton 1985-ben igazolta utánpótlás csapatába a 17 éves Le Tissiert, aki egy évvel később kapott profi szerződést. A Norwich City elleni 4–3-as vereség során mutatkozott be a felnőtt csapatban és a szezon végére hat találata volt 24 bajnokin, amik közé tartozott egy mesterhármas a Leicester City ellen. Első két gólját pályafutása során a ligakupa harmadik fordulójának újrajátszásában szerezte, a Manchester United ellen, 1986. november 4-én, mikor 4–1-re nyertek a Szentek. Ez volt Ron Atkinson utolsó mérkőzése a United padján, 48 órán belül kirúgták. Le Tissier 19 alkalommal lépett pályára az 1987–1988-as szezonban és egyszer se talált be, de a következő évadban már kilenc gólt lőtt 28 találkozón.
Az 1989–1990-es szezonban a PFA Az év fiatal játékosának választotta, a bajnokság egyik legsikeresebb góllövője volt, hússzor talált be, a Southampton hetedik lett a bajnokságban, a legmagasabb helyezésük az előző öt évben.
Le Tissier legtöbb gólját az 1993–1994-es szezonban szerezte, mikor 25 találata volt a bajnokságban. Az évad végén megkapta a Szezon gólja díjat a Match of the Day-től, a Blackburn Rovers elleni találatáért, mikor 35 méterről átemelte barátját, Tim Flowers-t.
Az 1990-es években gyakori volt, hogy Le Tissier volt az egyetlen játékos a Southampton csapatában, aki legalább tíz gólt tudott szerezni, nagy szerepet játszott abban, hogy soha nem estek ki az élvonalból pályafutása során. Első hét évadjában a Premier League-ben ötször is közel álltak a kieséshez, egyszer csak gólkülönbségük mentette meg őket. Ebben az időszakban több nagy csapat is le akarta szerződtetni, mint a Chelsea, a Tottenham Hotspur és a Manchester United, de Le Tissier maradt, visszavonulásáig. 1995 nyarán a Chelsea 10 millió fontos ajánlatot tett érte, amivel a legdrágább angol labdarúgó lett volna, majd később a Blackburn Rovers is hasonló ajánlatot tett játékjogáért.
2000. április 2-án egy utolsó percben szerzett büntetővel megszerezte 100. gólját a Premier League-ben, a hatodik játékosként és az első középpályásként.
Gólt lőtt csapata utolsó mérkőzésén a The Dell stadionban 2001. május 19-én az Arsenal ellen. Ez lett egyben utolsó gólja a Southampton színeiben, annak ellenére, hogy többször is pályára lépett a 2001–2002-es szezonban. Utolsó mérkőzésére a West Ham ellen került sor 2002. január 30-án, majd márciusban bejelentette, hogy visszavonul, folyamatosan kiújuló vádlisérülése miatt.

## Statisztika

### Klubcsapatokban
| Csapat           | Szezon           | Bajnokság                    | Bajnokság | Bajnokság | Kupa | Kupa  | Ligakupa | Ligakupa | Egyéb | Egyéb | Összesen | Összesen |
| Csapat           | Szezon           | Osztály                      | P.        | Gólok     | P.   | Gólok | P.       | Gólok    | P.    | Gólok | P.       | Gólok    |
| ---------------- | ---------------- | ---------------------------- | --------- | --------- | ---- | ----- | -------- | -------- | ----- | ----- | -------- | -------- |
| Southampton      | 1986–1987        | First Division               | 24        | 6         | 1    | 0     | 4        | 2        | 2     | 2     | 31       | 10       |
| Southampton      | 1987–1988        | First Division               | 19        | 0         | 1    | 1     | 1        | 1        | 1     | 0     | 22       | 2        |
| Southampton      | 1988–1989        | First Division               | 28        | 9         | 2    | 0     | 4        | 2        | 2     | 0     | 36       | 11       |
| Southampton      | 1989–1990        | First Division               | 35        | 20        | 2    | 1     | 7        | 3        | –     | –     | 44       | 24       |
| Southampton      | 1990–1991        | First Division               | 35        | 19        | 3    | 2     | 4        | 2        | 1     | 0     | 43       | 23       |
| Southampton      | 1991–1992        | First Division               | 32        | 6         | 7    | 1     | 6        | 1        | 6     | 7     | 51       | 15       |
| Southampton      | 1992–1993        | Premier League               | 40        | 15        | 1    | 1     | 3        | 2        | –     | –     | 44       | 18       |
| Southampton      | 1993–1994        | Premier League               | 38        | 25        | 2    | 0     | 0        | 0        | –     | –     | 40       | 25       |
| Southampton      | 1994–1995        | Premier League               | 41        | 20        | 5    | 5     | 3        | 5        | –     | –     | 49       | 30       |
| Southampton      | 1995–1996        | Premier League               | 34        | 7         | 5    | 1     | 4        | 2        | –     | –     | 43       | 10       |
| Southampton      | 1996–1997        | Premier League               | 31        | 13        | 1    | 0     | 6        | 3        | –     | –     | 38       | 16       |
| Southampton      | 1997–1998        | Premier League               | 26        | 11        | 1    | 0     | 3        | 3        | –     | –     | 30       | 14       |
| Southampton      | 1998–1999        | Premier League               | 30        | 6         | 1    | 0     | 2        | 0        | –     | –     | 33       | 6        |
| Southampton      | 1999–2000        | Premier League               | 18        | 3         | 0    | 0     | 3        | 0        | –     | –     | 21       | 3        |
| Southampton      | 2000–2001        | Premier League               | 8         | 1         | 0    | 0     | 2        | 1        | –     | –     | 10       | 2        |
| Southampton      | 2001–2002        | Premier League               | 4         | 0         | 1    | 0     | 0        | 0        | –     | –     | 5        | 0        |
| Southampton      | Összesen         | Összesen                     | 443       | 161       | 33   | 12    | 52       | 27       | 12    | 9     | 540      | 209      |
| Eastleigh        | 2002–2003        | Wessex Premier Division      |           |           |      |       | –        | –        | –     | –     |          |          |
| Eastleigh        | 2003–2004        | Southern Eastern Division    |           |           |      |       | –        | –        | –     | –     |          |          |
| Guernsey         | 2012–2013        | C. Counties Premier Division | 1         | 0         | 0    | 0     | –        | –        | –     | –     | 1        | 0        |
| Karrier összesen | Karrier összesen | Karrier összesen             | 444       | 161       | 33   | 12    | 52       | 27       | 12    | 9     | 541      | 209      |

### A válogatottban
| Válogatott | Év       | Pályaára lépések | Gólok |
| ---------- | -------- | ---------------- | ----- |
| Anglia     | 1994     | 5                | 0     |
| Anglia     | 1995     | 1                | 0     |
| Anglia     | 1996     | 1                | 0     |
| Anglia     | 1997     | 1                | 0     |
| Összesen   | Összesen | 8                | 0     |

## Díjak és sikerek
Southampton
- Full Members-kupa ezüstérmes: 1991–1992[10]

Eastleigh
- Wessex Football League: 2002–2003[11]

Egyéni
- PFA – Az év fiatal játékosa: 1989–1990
- Southampton – A szezon játékosa: 1989–1990, 1993–1994, 1994–1995
- A Premier League gólpasszkirálya: 1994–1995[12]
- BBC – A hónap gólja: 1993. október, 1994. augusztus, 1994. december
- Premier League – A hónap játékosa: 1994. december, 1996. október[13]
- PFA – Az év csapata: 1994–1995[14]
- BBC – A szezon gólja: 1994–1995
- Angol Labdarúgás Hírességek Csarnoka: 2013
- One Club Man-díj: 2015[15]